# Козловский, Пётр Игнатьевич
Пётр Игнатьевич Козловский (19 января 1903 — 18 января 1978) — советский тренер по лёгкой атлетике. Заслуженный тренер СССР.

## Биография
Родился в 1903 году в Витебске.
Чемпион Белорусской ССР в спортивной ходьбе на 10 000 м. В 1929 году поступил в ГДОИФК им. П. Ф. Лесгафта. Выступал на соревнованиях по лёгкой атлетике за ДСО «Буревестник» (Ленинград).
В 1933 году окончил ГДОИФК имени П. Ф. Лесгафта. С 1934 по 1944 год и 1953 по 1960 года преподаватель кафедры лёгкой атлетики. В 1935 году он был одним из инициаторов открытия детского отделения по лёгкой атлетике при школе тренеров, которая впоследствии стала называться ДЮСШ Октябрьского района Ленинграда а в 1972 СДЮСШОР «Орлёнок». В годы блокады города занимался подготовкой боевых диверсионных отрядов, преподавал рукопашный бой, лыжную подготовку. С 1945 года работал тренером в ДСО «Буревестник». С 1951 по 1956 года — старший тренер сборной СССР по спортивной ходьбе. Возглавлял кафедру лёгкой атлетики в ГДОИФК им. П.ф. Лесгафта в 1937—1938, 1941—1944, 1959—1963.
Заслуженный тренер СССР (1957). Кандидат педагогических наук (1959), доцент.
За годы тренерской и педагогической работы Пётр Игнатьевич Козловский подготовил множество выдающихся спортсменов и тренеров: чемпиона Европы Владимира Ухова, призёров Олимпиады Льва Каляева, Марину Сидорову, Евгения Маскинскова, чемпиона СССР Анатолия Егорова, призёров чемпионатов СССР М. Сараеву и А. Лазареву, заслуженного тренера СССР Вячаслава Садовского, заслуженного тренера РСФСР Татьяну Могилянцеву, заслуженного мастера спорта СССР и заслуженного тренера России Анатолия Михайлова и многих других. Также оказал влияние на становление тренерского мастерства заслуженных тренеров СССР Григория Никифорова и Дмитрия Ионова.
Скончался в 18 января 1978 года, не дожив один день до дня рождения. Похоронен на Большеохтинском кладбище в Ленинграде.

## Награды
- Орден «Знак Почёта» (27.04.1957) — «за успехи, достигнутые в деле развития массового физкультурного движения в стране, повышения мастерства советских спортсменов, и успешное выступление на международных соревнованиях»

## Теоретические труды
Диссертация на соискание звания кандидата педагогических наук«Исследование основных вопросов тренировки в спортивной ходьбе на 50 километров» [текст] : Автореф дис. … канд. пед. наук : / ГДОИФК им. П. Ф. Лесгафта. — Л., 1959. — 20 с.
Методические работы
- Организация и проведение урока по лёгкой атлетике / Козловский П. И. // Теория и практика физ. культуры. — 1941. — Т. VII. — № 3. — С. 8-15.
- Преодоление полосы препятствий / Козловский П. И. // Теория и практика физ. культуры. — 1939. — Т. V. — № 10. — С. 7-16.
- Программа и организационно-методические указания к работе легкоатлетического отделения детской спортивной школы / Козловский П. И. // Теория и практика физ. культуры. — 1938. — Т. III. — № 9. — с. 56.
- Спортивная ходьба : Методика тренировки / Козловский П. И. — М.: ФиС, 1955. — 39 с.
- ОЗП